# Marae (Fluss)
Der Marae ist ein osttimoresischer Fluss im Verwaltungsamt Maubara (Gemeinde Liquiçá). Wie die meisten kleineren Flüsse im Norden Timors fällt auch der Marae außerhalb der Regenzeit trocken.

## Verlauf
Die Flüsse Mantaro und  Tikidur entspringen im Äußersten Nordosten des Sucos Gugleur. Sie vereinigen sich zum Marae, der kurz darauf entlang der Grenze zum Suco Vaviquinia in die Sawusee mündet.